# Another Suitcase in Another Hall (versión de Madonna)
«Another Suitcase in Another Hall» es una canción compuesta por Tim Rice y Andrew Lloyd Webber para el álbum conceptual doble Evita (1976), que relata la vida de la política argentina Eva Perón, y grabada originalmente por la cantante escocesa Barbara Dickson. El álbum fue llevado al teatro como un musical y en 1996 se estrenó la adaptación cinematográfica, dirigida por el cineasta Alan Parker y estelarizada por la artista estadounidense Madonna como Eva Perón. Tras obtener el papel principal, se sometió a un entrenamiento vocal que le permitió ampliar su registro y encontrar partes de su voz que nunca había utilizado en sus trabajos anteriores. Su versión de «Another Suitcase in Another Hall» contó con la producción de Nigel Wright, Parker, Webber —quien también fue responsable de la orquestación— y David Caddick.
A diferencia de la versión teatral, donde la canción era interpretada por la amante adolescente de Perón, en la película Madonna es quien la canta para subrayar su ruptura con el personaje de Agustín Magaldi (representado por Jimmy Nail) y cuando llega a la conclusión de que quiere mejorar su vida. El registro de Madonna es más «suave» que el que solía utilizar en su material y, en general, las cuerdas y el sonido de algunas guitarras acústicas y un saxofón acompañan a la cantante. También se destaca la presencia de un coro masculino y la voz de Antonio Banderas en su personaje del Ché, que emplea un obbligato. La letra recurre al tema del constante traslado de Eva Perón y refleja su afición por cambiar de rumbo.
La compañía Warner Bros. Records publicó «Another Suitcase in Another Hall» como el tercer y último sencillo de la banda sonora de la película —después de «You Must Love Me» y «Don't Cry for Me Argentina»— el 3 de marzo de 1997. El lanzamiento se limitó únicamente a Australia, Europa y Japón, por lo que en otros territorios como los Estados Unidos no estuvo disponible de manera comercial, aunque la discográfica promocionó la canción en las principales estaciones de radio de aquel país el 15 de abril de ese año. Como parte de la promoción del sencillo, se estrenó en Europa un videoclip dirigido por Parker que consistió en escenas tomadas del filme.
En términos generales, la versión de Madonna obtuvo comentarios favorables de los críticos y periodistas musicales, quienes elogiaron su registro vocal y resaltaron la vulnerabilidad de su personaje. En reseñas retrospectivas, fue incluida en algunas listas de las mejores canciones de la artista y ha sido considerada una de las más destacadas de la banda sonora. Desde el punto de vista comercial, alcanzó el séptimo puesto en el UK Singles Chart del Reino Unido, por lo que se convirtió en el 39.º top diez de la cantante, un récord superado únicamente por Elvis Presley, Cliff Richard y Paul McCartney. Asimismo, logró posiciones más bajas en los conteos de Bélgica, Irlanda, Italia, los Países Bajos, Polonia y Suecia.

## Antecedentes y desarrollo
En noviembre de 1976, salió a la venta un álbum conceptual doble titulado Evita, compuesto por Andrew Lloyd Webber y con letras de Tim Rice, que relataba la vida de la política Eva Perón, quien fue primera dama de Argentina y segunda esposa del expresidente Juan Domingo Perón. Ambos autores concibieron y ejecutaron el disco originalmente como una grabación completa, cohesiva y conceptual antes de representarla en el escenario, tal como habían hecho con su anterior proyecto colaborativo, Jesus Christ Superstar (1970). El material produjo tres sencillos, entre ellos «Don't Cry for Me Argentina», grabada originalmente por la cantante Julie Covington y que alcanzó el primer lugar en las listas británicas, y «Another Suitcase in Another Hall», interpretada por la escocesa Barbara Dickson y que estuvo entre los veinte primeros lugares en el Reino Unido. Tras su lanzamiento, Evita fue llevada al teatro como musical en el West End en 1978 y al año siguiente en Broadway.
En 1996, y tras muchos años de planificación, se estrenó la adaptación cinematográfica del musical, también titulada Evita, que contó con la producción de Robert Stigwood, Andrew G. Vajna y Alan Parker —quien también la dirigió— y la actuación estelar de Madonna como Eva Perón, Jonathan Pryce como Juan Domingo, Antonio Banderas como el Ché y Jimmy Nail como Agustín Magaldi. Madonna, que había deseado el papel principal desde hacía varios años, envió a Parker una carta de cuatro páginas «extraordinariamente apasionada y sincera» en la que le detallaba que nadie más que ella podía representar «tan bien» a Eva Perón, además de que «cantaría, bailaría y actuaría con toda su alma» y dedicaría todo su tiempo al proyecto. Finalmente, en marzo de 1995, la cantante obtuvo el rol protagónico.
Madonna sabía que no era la primera opción de Webber cuando fue elegida para hacer la película y añadió: «No creo que le entusiasmaran mis dotes como cantante. Sabía que tenía todo en contra. Es una posición incómoda. Sientes que todo el mundo está esperando que tropieces». Por tal motivo, tras quedar aceptada en el filme, se sometió a un entrenamiento vocal con la profesora Joan Leder; en tres meses, amplió su registro y encontró partes de su voz que nunca había utilizado en sus proyectos anteriores. Asimismo, aprendió la partitura de Evita con el supervisor musical David Caddick, quien llevaba varios años trabajando con Webber como director de sus espectáculos. En una entrevista con Los Angeles Times, comentó: «Requería utilizar un registro superior al que no estaba acostumbrada. Mi profesora de canto, Dios la bendiga, me dio confianza. Desde el principio me dijo, "vas a hacer esto, y lo harás bien". Pero yo tenía miedo». Lader compartió su opinión y mencionó que «Evita es teatro musical de verdad, es operístico, en cierto sentido. Desarrolló un registro superior que no sabía que tenía».

## Grabación
La grabación de «Another Suitcase in Another Hall», así como el resto de las canciones de la banda sonora de la película, se llevó a cabo en los estudios CTS de Londres (Inglaterra) en octubre de 1995. La producción quedó a cargo de Webber, Parker, Caddick y Nigel Wright, quien también realizó la mezcla junto con David Reitzas en Larrabee Studios North (North Hollywood). Webber fue responsable de la orquestación, con ayuda adicional de David Cullen, y la ingeniería recayó en Reitzas, Dick Lewzey, Robin Sellars y Mark «Spike» Stent. Por último, Dave Collins se encargó de la masterización en A&M Mastering (Los Ángeles).
Los problemas surgieron cuando Madonna no se sentía cómoda trabajando con un «guía vocal» ni con una orquesta de 84 músicos dentro del estudio simultáneamente. Acostumbraba a escribir sus propias canciones, elegir a los músicos y decir qué sonaba bien y qué no al momento de grabar, sumado a que solía cantar sobre una pista pregrabada, para que los músicos no la escucharan si cometía errores comunes del proceso de grabación. Tras una reunión de emergencia entre Parker, Webber y la artista, se decidió que grabaría su voz junto con su ingeniero vocal, Caddick y el director del filme en los Whitfield Street de Londres, un estudio de música contemporáneo cuyo ambiente era más propicio para el trabajo y en el que la artista estaría más a gusto, mientras que Parker, Webber y Wright se encargarían de la orquestación en los CTS Studios.

### Modificación

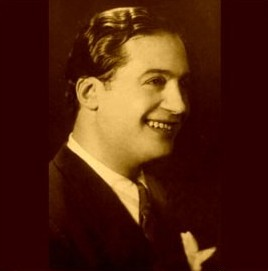
A diferencia del musical, donde la canción era interpretada por la amante adolescente de Perón, en la película, Madonna es quien la canta en su rol de Eva Perón para subrayar su ruptura con el personaje de Agustín Magaldi (fotografía)

Originalmente, en la versión teatral, «Another Suitcase in Another Hall» era interpretada por la amante adolescente de Perón, quien decide echarla de su vida. Sin embargo, en la película, Madonna es quien la canta primero en su rol de Evita para subrayar su ruptura con el personaje de Agustín Magaldi (Jimmy Nail) y cuando llega a la conclusión de que quiere mejorar su vida. Cuando se ve a la otra amante, solo canta una línea de la canción que en su momento le perteneció. La decisión de esta modificación provino de Parker, quien también hizo otros 146 cambios a la partitura y las letras del musical para la adaptación cinematográfica. Sobre esta alteración, el escritor y biógrafo Mark Bego señaló que «esta era claramente la película de Madonna, y todas las canciones memorables eran suyas». En una entrevista con la cadena BBC en marzo de 2018, Webber afirmó impávido que la cantante «se anexionó» el tema.
En uno de los capítulos del libro The Oxford Handbook of Musical Theatre Screen Adaptations (2019), el profesor Richard J. Allen observó que la película de Parker ofrecía un caso práctico sobre cómo la presencia de una estrella podía afectar a la narrativa de un musical cinematográfico, en este caso, sobre el cambio de presentación del rol protagónico de Madonna, quien es la que interpreta la pista en lugar de la amante. De manera más específica, opinó que representaba un cambio «importante» en la narración y aseguró que la razón más lógica era que el tema «se considera generalmente uno de los mejores del dúo Lloyd Webber-Rice y seguramente una leyenda del pop como Madonna querría cantar todas las mejores canciones del espectáculo». El autor profundizó:

En respuesta al rechazo de Magaldi, Madonna se lanza con «Another Suitcase in Another Hall». La dificultad de esta elección, sin embargo, es que la letra indica que la cantante es el tipo de persona que confía repetidamente en las personas y luego se ve arrojada de nuevo a las calles, preguntando lastimeramente «¿Entonces qué sucede ahora? ¿Adónde me voy?». Cuando esta canción es interpretada tal y como se concibió originalmente —por la amante adolescente de Perón—, pretende transmitir un carácter totalmente opuesto al de Evita. De hecho, es cuando Evita desplaza fríamente a la amante y la echa de la casa de Perón cuando ella canta la canción. La consecuencia es que, a diferencia de esta alma perdida, Eva Perón nunca tiene que preguntarse qué sucede ahora o adónde va, con quién y qué va a hacer cuando llegue allí. [...] Pero la película nos deja con una Eva muy diferente a estas alturas. Tras ser rechazada por Magaldi, la canción continúa mientras sufre humillaciones en las audiciones y otros rechazos. Así, se nos presenta como una joven ingenua y despechada que busca el amor y el éxito, y las nuevas reacciones del Ché, suavizadas y al borde del romanticismo, no hacen nada por disuadirnos de esa opinión.

## Composición
En «Another Suitcase in Another Hall», Eva es el centro de atención y Madonna emplea un registro más «suave» que la que suele utilizar en su material. En general, las cuerdas y el sonido suave de algunas guitarras acústicas acompañan a la cantante. Asimismo, se destaca la presencia de un saxofón y un coro masculino, mientras que la voz de Antonio Banderas como el Ché emplea un obbligato. Madonna canta el estribillo So what happens now? Where am I going to? («¿Entonces qué pasa ahora? ¿Adónde me voy?») con voz entrecortada, lo cual, según Patti Hartigan de The Boston Globe, hace de su personaje «un poco más vulnerable, un poco más humana». En la película, la canción retrata la «declaración de incertidumbre» de Eva Perón al comenzar una vida nueva en Buenos Aires, y aparece durante un montaje sobre su primer año en la gran ciudad; en una sinopsis sobre la escena en particular, el sitio oficial de Warner Bros. Records describió:

Sola por primera vez, Eva entra en un pequeño café/bar, deja su maleta y se acomoda en un taburete. El camarero es el Ché. La vida de Eva en Buenos Aires no será tan fácil como esperaba, baila por dinero en bares baratos [y] espera en largas filas para las audiciones. Después de que se reúne con un productor, se lo ve abrochándose el cinturón. Empieza a salir con un fotógrafo, Huevo; puede que sea feo, pero tiene muchas cámaras...

La letra recurre al tema del «constante traslado» de Eva Perón; de acuerdo con Rikky Rooksby en The Complete Guide to the Music of Madonna (2004), permite un «significado fuera de contexto» de la historia del personaje. En este sentido, el autor explicó que parte de la popularidad de la canción residía en la forma en que encuentra una imagen —en este caso, la maleta en el pasillo— para «expresar la naturaleza nómada de la civilización moderna, el sentimiento de desarraigo urbano que experimentan muchas personas». Peter Canavese del sitio Groucho Reviews opinó que el tema, junto con «Goodnight and Thank You» —también de la película— reflejaban la afición de Eva por cambiar de rumbo. Por su parte, Victor Barbara —autor del libro Goddess (2001)— notó similitudes entre la vida de Perón y la de Madonna; así, citó la letra de «Another Suitcase in Another Hall» y señaló que describe «no solo la existencia nómada de Evita una vez que llegó a Buenos Aires, sino también la vida ambulante de Madonna en Nueva York, cuando vivía en edificios abandonados o en un conventillo infestado de ratas».

## Publicación
Tras «You Must Love Me» y «Don't Cry for Me Argentina», que habían logrado éxito en los Estados Unidos, Warner Bros. Records publicó «Another Suitcase in Another Hall» como el tercer y último sencillo de la banda sonora de Evita el 3 de marzo de 1997. El lanzamiento se limitó únicamente a Australia, Europa y Japón, de manera que en otros territorios como EE. UU. no tuvo una edición física, aunque la discográfica promocionó la canción en las emisoras Contemporary hit radio el 15 de abril de ese año. Si bien allí estuvo disponible en tiendas minoristas especializadas en productos de importaciones, un representante de Warner Bros. aseguró que no se tenía programado ningún lanzamiento en formato físico en aquel país, por lo que la publicación quedó cancelada. También hubo planes de lanzar un EP de Evita que incluyera remezclas de «Don't Cry for Me Argentina», «Buenos Aires» y «Another Suitcase in Another Hall», pero el proyecto nunca se materializó. Para la promoción, se estrenó un videoclip dirigido por Parker que consistió en escenas tomadas de la película; al igual que con el sencillo, el vídeo solo estuvo disponible en Europa —concretamente, en el Reino Unido se transmitió en el programa de televisión Top of the Pops de la BBC— y no hubo emisión en los Estados Unidos.
En el Reino Unido, salió a la venta comercialmente el 24 de marzo de 1997 en un casete que tuvo como lado B la remezcla Miami Mix Edit de «Don't Cry for Me Argentina». Un primer disco compacto editado en Europa incluyó los tres sencillos de Evita más la canción «Hello and Goodbye»; José F. Promis de AllMusic opinó que se trataba más de «un paquete de miniéxitos que otra cosa». Un segundo maxi CD, esta vez publicado también en Australia, omitió la versión dance de «Don't Cry for Me Argentina» y, en su lugar, figuró «Waltz for Eva and Che». En el Reino Unido, este último formato tuvo una edición limitada y venía acompañado de tres pósteres del filme, con fotografías de David Appleby, en un estuche estándar. Por su parte, en Japón el tema salió al mercado el 25 de marzo en un maxi CD que incluyó —además de esta canción— «Hello and Goodbye», «Your Little Body's Slowly Breaking Down» y «Waltz for Eva and Che». La versión de Madonna de «Another Suitcase in Another Hall» apareció en Unmasked: The Platinum Collection, una colección de grandes éxitos de Webber publicado en 2018.

## Recepción crítica
| Ocurre algo maravilloso con «Another Suitcase in Another Hall». Esta canción confesional y lastimera, sacada del orden musical, ya no pertenece a la joven amante de Juan Perón, sino que se la arrebata la estrella del musical: Madonna. Es una jugada maestra que da color al resto del impresionante álbum doble. No solo canta maravillosamente, sino que posee una notable comprensión del material. Con su «Another Suitcase» y su estribillo desgarrador Where am I going to?, Madonna añade una vulnerabilidad necesaria y frágil a su [personaje] ambicioso de Eva Perón. —Greg Morago del periódico Hartford Courant. |

En términos generales, «Another Suitcase in Another Hall» obtuvo reseñas favorables de los críticos y periodistas musicales. Por ejemplo, Peter Keough del Boston Phoenix le pareció una de las mejores escenas de la película y la nombró una «conmovedora y cautivadora exploración del pathos, la deshonra y la resolución, cantada por una Eva joven y luchadora que se ve obligada a prostituirse con varios clientes». Michael Dequina de The Movie Report la describió como una «preciosa lamentación» en la cual «brillaba» el lado sensible de Evita. Rikky Rooksby opinó que solo «Another Suitcase in Another Hall» y «Don't Cry for Me Argentina» eran las únicas canciones de la banda sonora «lo suficientemente efectivas como para valer por sí solas», y agregó que el tema le otorgó «otro éxito» a Madonna. Thessa Mooij de Music & Media la denominó «una gran balada para las radios de adulto contemporáneo», mientras que el escritor Marc Andrews afirmó que «consolidó su posición como la indiscutible "Reina del pop"». Aunque admitió que había tenido un «pequeño impacto» en Europa, Promis sintió que, al no haber sido publicado en los Estados Unidos, fue «prácticamente desconocida para el público estadounidense (a menos que uno sea admirador del musical)» y confió en que «esta joya pasada por alto pueda encontrar su sitio en futuras colecciones de éxitos de Madonna, porque realmente es una canción maravillosa».
La crítica resaltó la voz de Madonna, como es el caso de David Gritten de Los Angeles Times, en una reseña al rodaje de la película, quien describió su interpretación como «perfecta y clara como una campana». Richard Harrington de The Washington Post la calificó como una «balada preciosa» y añadió que la cantante estaba «en su mejor momento», en tanto que Neil Strauss de The New York Times comentó que Madonna «irradia» en la pista. José F. Promis de AllMusic le otorgó tres estrellas de cinco y sostuvo que la artista había ofrecido una actuación «comedida e inspirada». Otros críticos pusieron énfasis en el cambio de personajes que interpretaron la canción. Así, Jay Carr de The Boston Globe recalcó cómo Madonna se «apropió» de este tema originalmente asignado a otro personaje. De manera similar, Gary Janetti —en Do You Mind If I Cancel? (2019)— comentó que ella se «roba» la canción para sí misma en la película al «decirte prácticamente todo lo que necesitas saber sobre Madonna». Andrews observó que «supo reconocer una buena canción cuando la oyó e insistió en que cambiaran el guion de la cinta para que ella pudiera canturrear "Another Suitcase in Another Hall"». En The Andrew Lloyd Webber Story (2000), Michael Coveney declaró que al «robarle» el tema a la amante rechazada de Perón, Madonna «amplió la vulnerabilidad sexual» de su papel. Ethan Mordden, autor de When Broadway Went to Hollywood (2016), le pareció más «lógico» que fuese reasignado a Eva Perón que al personaje secundario de la versión teatral que, según él, no merecía un número. Elysa Gardner de Rolling Stone observó que Madonna era más «eficaz» en los momentos de vulnerabilidad y comentó que en «Another Suitcase in Another Hall», en la que recupera la canción para Eva Perón, «revela una soledad oculta en la apariencia de mujer fatal de su personaje».
Larry Flick de Billboard la calificó como la tercera mejor canción de 1997 y afirmó que era un «excelente momento íntimo de la banda sonora de Evita. Sí, chicos, ella sabe cantar». La editora de Vogue Olivia Singer lo incluyó entre sus temas favoritos de Madonna, en tanto que Jude Rogers de The Guardian, que subrayó su voz «vacilante», lo clasificó en el 69.º puesto de los 78 mejores sencillos de la artista. De los cien temas más destacados de su carrera, Samuel R. Murrian de Parade lo incluyó en el número 70 y concluyó que, si bien «Don't Cry for Me Argentina» era más conocida, «Another Suitcase in Another Hall» se trataba de la mejor canción de Evita. Justin Myers del sitio The Guy Liner también le pareció la más destacada de Evita, aunque admitió que tampoco era su mejor canción de una película. El escritor Matthew Rettenmund, autor de la Encyclopedia Madonnica y editor del sitio Boy Culture, la ubicó en la posición 86 en el ranquin de las 221 canciones de Madonna. En una lista creada por Billboard, Andrew Unterberger la colocó en el número 98 y recalcó que la «delicada composición y el registro vocal agudo» hacían de «esta exquisita balada de ruptura un raro momento de verdadera fragilidad en el catálogo de Madonna, una delicia escucharla cantar a la Dionne Warwick de los compositores Bacharach/David». Por último, Paul Schrodt de Slant Magazine, en otro conteo sobre los 82 sencillos de Madonna publicados desde 1982 hasta 2020, le otorgó un comentario negativo; en primer lugar, calificó las canciones de Lloyd Webber y Rice como «musicalmente rutinarias y líricamente machaconas». En cuanto a «Another Suitcase in Another Hall», criticó los instrumentos «sensibleros» y describió al tema como un «diario de viajes soporífero con un coro masculino que se hace eco de las quejas autocompasivas de Eva Perón —y, por ende, de Madonna— sobre mudarse de un lugar a otro».

## Recepción comercial
En el Reino Unido, «Another Suitcase in Another Hall» debutó en el séptimo puesto del UK Singles Chart el 29 de marzo, por lo que superó la posición alcanzada por la grabación original de Barbara Dickson —número 18— exactamente veinte años atrás. Además, fue el tercer sencillo de Evita que estuvo entre los diez primeros lugares del ranquin, después de «You Must Love Me» y «Don't Cry for Me Argentina», y representó el 39.º top diez de Madonna en la lista, un récord superado únicamente por Elvis Presley, Cliff Richard y Paul McCartney. En la edición siguiente, bajó diecisiete puestos hasta el número 24; Alan Jones de Music Week sostuvo que la principal causa del descenso, que también afectó a otros sencillos de Backstreet Boys y Pet Shop Boys, se debía a la introducción de ofertas de bajo precio en la primera semana de lanzamiento en tiendas multimarca y otras no especializadas como Woolworths y Asda. En total, estuvo presente ocho semanas; para agosto de 2008, había vendido 75 233 copias según datos oficiales de Music Week, por lo que se convirtió en el 56.º sencillo más exitoso de la cantante en el país.
Si bien estuvo disponible en los Estados Unidos como producto importado, no pudo ingresar a la lista principal Billboard Hot 100 debido a que no tuvo un lanzamiento físico allí. Se ubicó en la sexta posición del conteo Ultratip de Bélgica en la edición del 12 de abril de 1997. En el ranquin de Musica e dischi de Italia, ocupó el decimoséptimo lugar, aunque estuvo presente solo dos semanas. Situación similar ocurrió en Irlanda, donde pasó tres semanas en total en la lista elaborada por la Irish Recorded Music Association (IRMA), una de ellas en la vigesimotercera posición. En el resto de los mercados, se ubicó fuera del top 40 en Polonia, Suecia y los Países Bajos, en los números 46, 60 y 91, respectivamente. Por último, en el Eurochart Hot 100 Singles de la revista Music & Media, ingresó en el puesto 61 en la edición del 12 de abril de 1997; Bob Macdonald comentó que fue uno de los dos remakes en debutar esa semana, junto con «Put the Message in the Box» de Brian Kennedy, grabado originalmente por la banda World Party en 1990.

## Lista de canciones y formatos
| Casete |                                               |          |  |
| N.º    | Título                                        | Duración |  |
| 1.     | «Another Suitcase in Another Hall»            | 3:32     |  |
| 2.     | «Don't Cry for Me Argentina» (Miami Mix Edit) | 4:31     |  |

| CD  |                                               |          |  |
| N.º | Título                                        | Duración |  |
| 1.  | «Another Suitcase in Another Hall»            | 3:32     |  |
| 2.  | «Don't Cry for Me Argentina» (Miami Mix Edit) | 4:28     |  |
| 3.  | «You Must Love Me»                            | 2:50     |  |
| 4.  | «Hello and Goodbye»                           | 1:47     |  |

| CD  |                                    |          |  |
| N.º | Título                             | Duración |  |
| 1.  | «Another Suitcase in Another Hall» | 3:32     |  |
| 2.  | «You Must Love Me»                 | 2:50     |  |
| 3.  | «Hello and Goodbye»                | 1:47     |  |
| 4.  | «Waltz for Eva and Che»            | 4:11     |  |

| Maxi CD |                                           |          |  |
| N.º     | Título                                    | Duración |  |
| 1.      | «Another Suitcase in Another Hall»        | 3:32     |  |
| 2.      | «Hello and Goodbye»                       | 1:47     |  |
| 3.      | «Your Little Body's Slowly Breaking Down» | 1:47     |  |
| 4.      | «Waltz for Eva and Che»                   | 4:11     |  |

## Posicionamiento en listas
| País/Continente | Lista (1997)              | Posición más alta |
| --------------- | ------------------------- | ----------------- |
| Bélgica         | Ultratip                  | 6                 |
| Europa          | Eurochart Hot 100 Singles | 61                |
| Irlanda         | IRMA                      | 23                |
| Italia          | Musica e dischi           | 17                |
| Países Bajos    | Single Top 100            | 91                |
| Polonia         | LP3                       | 46                |
| Reino Unido     | UK Singles Chart          | 7                 |
| Suecia          | Sverigetopplistan         | 60                |

## Créditos y personal

### Dirección
- Grabación en CTS Studios (Londres)
- Mezcla en Larrabee Studios North (North Hollywood)
- Masterización en A&M Mastering (Los Ángeles)

### Personal
- Madonna: voz
- Tim Rice: composición
- Andrew Lloyd Webber: composición, producción, orquestación
- Nigel Wright: producción, mezcla
- Alan Parker: producción
- David Caddick: producción
- David Cullen: orquestación adicional
- Dick Lewzey: ingeniería
- David Reitzas: ingeniería, mezcla
- Robin Sellars: ingeniería
- Mark «Spike» Stent: ingeniería
- Dave Collins: masterización
- David Appleby: fotografía

Créditos adaptados de las notas del CD de «Another Suitcase in Another Hall» y de la página oficial de Warner Bros. Records.